# Try your emotion
『try your emotion』（トライ ユア エモーション）は、w-inds.の4枚目のマキシシングル。2002年2月20日発売。FLIGHT MASTERよりリリースされた。

## 概要
- この曲から涼平と龍一は慶太と同じボーカルマイクを使ってのパフォーマンスに切り替えた。
- PVでは初の演技を披露、SEP所属宮坂まゆみが初めて担当した。
- 2002年2月13日パパパパパフィーに出演。
- 2002年2月22日FUNに出演。
- 2002年3月25日HEY!HEY!HEY! MUSIC CHAMPに出演。

### タイアップ
- NTV系 ソルトレーク冬季五輪イメージソング
『スポーツうるぐす』『SPORTS MAX』はテーマソング扱い。

### 初回特典
- w-inds.オリジナルブックマーカー（全6種）
ノーマル3種類の他にレア3種類が存在する。ラメ加工されたもので出現確率は100分の1枚。
前作まで初回特典の種類を選べた（穴が開いていてそこから覗いて確認する形）が、このシングルから完全にランダムになった。

## 収録曲
1. try your emotion
2. Graduation
3. try your emotion（MoFO★NARUSE Remix）
4. try your emotion（Instrumental）

作詞･作曲･編曲：葉山拓亮
編曲：MoFO★NARUSE（#3）

## その他
- 2月10日、SHIBUYA-AXに抽選で選ばれた1,700人を招待し発売イベントを行った。